# Национальный музей Судана
Национальный музей Судана — крупнейший и наиболее посещаемый музей в Судане. В нём представлены экспонаты различных эпох суданской истории (Кушитское царство и Нубия), а также Древнего Египта.

## Описание
Основан в 1971 году. Расположен на Эль-Нил-авеню в городе Хартуме. Двухэтажное здание музея было построено в 1955 году. Здесь содержится самая большая и ценная археологическая коллекция в стране. Среди экспонатов, выставленных в садах вокруг музея, имеются два древнеегипетских культовых здания: Бухен-храм и Семна-храм, которые были построены Хатшепсут и Тутмосом III, а в XX веке были перевезены в Хартум вследствие затопления первоначального местонахождения храмов, вызванного строительством Асуанской плотины.

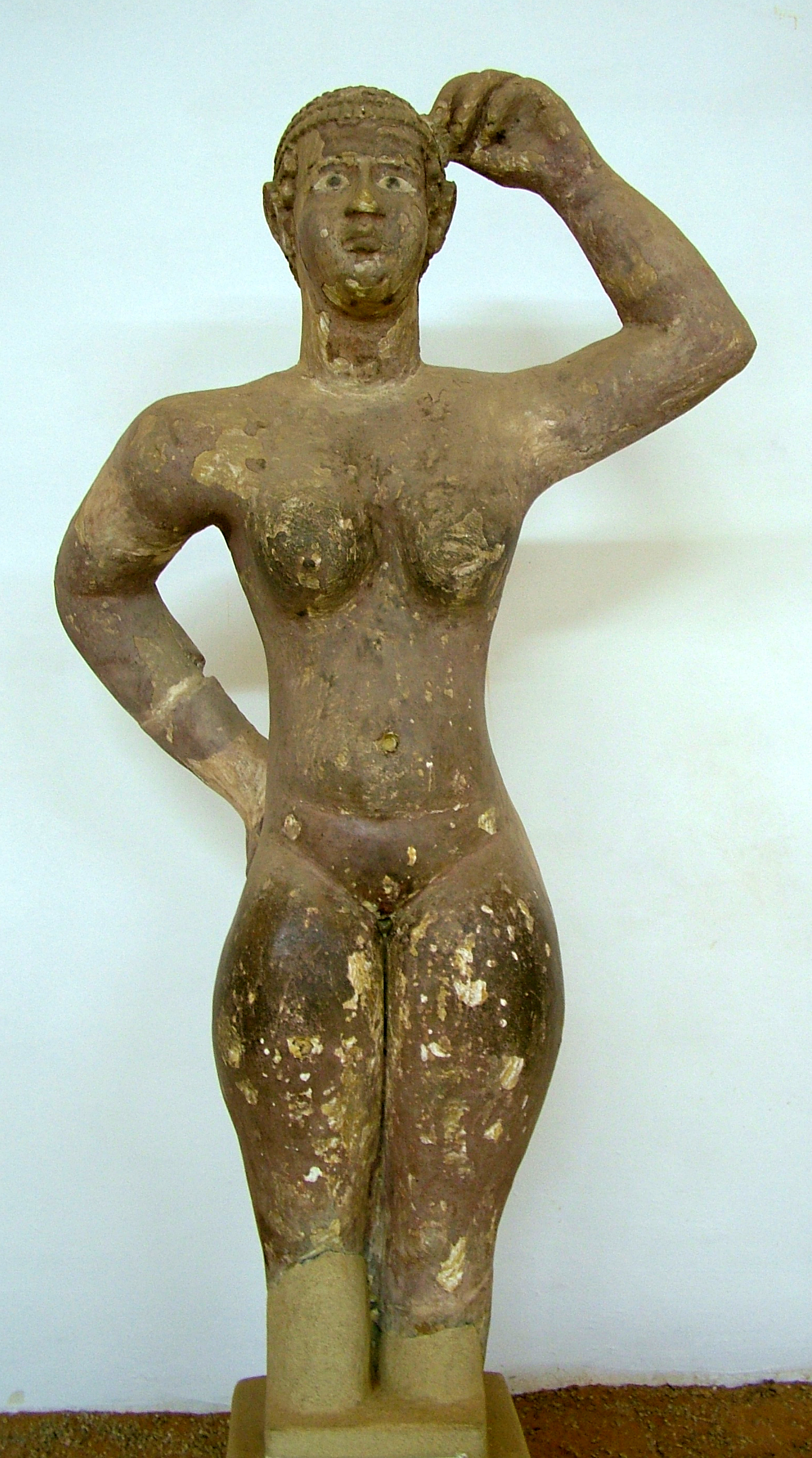
Статуя Мероитского периода, раскопанная в «Водном Прибежище» в Мероэ, Нубия

Демонстрирующиеся артефакты: реликвии эпохи Аль Сальтана Аль-Зарки, также известной как чёрный султанат; кушитские изделия из стекла, керамики и скульптура; нубийские фрески и росписи от VIII до XV столетия. Фрески, сделанные акварелью, хорошо сохранились и выглядят яркими и чёткими.
Помимо экспонатов внутри музея, в саду вокруг находятся два упомянутые храма 1490 года до н. э., перемещённые из приречных областей Нила, на месте которых сегодня находится Асуанское водохранилище. Асуанская плотина, перегородившая реку Нил в Египте, способствовала затоплению части суданской территории, где находились храмы. После призыва ЮНЕСКО к спасению и перевозке храмов в более безопасное место, здания и гробницы были систематически демонтированы и перевезены в сад, окружающий Национальный музей Судана в Хартуме.
Музейные коллекции были каталогизированы пятьюдесятью ведущими учеными, публиковались в газетах и книгах. 320 объектов, внесённые в каталоги, обнаружены в ходе археологических раскопок и находок. Это каменные орудия эпохи палеолита, статуи фараонов из Фараса, раннехристианские фрески и доспехи начала исламского периода. Выставки показывают культуру царей Кермы, могилы христианских государей, типичные храмы египетских фараонов, а также церкви и мечети последующих периодов суданской истории.
Каталог по греческим и коптским надписям, относящимся к христианской культуре Нубии, составлен музеем при содействии доктора Адама Латжара (Latjar) из Варшавского университета (касательно греческих надписей), и доктора Жака Ван дер Влие (Jacques Van der Vliet) из Лейденского университета (касательно коптских надписей). Их работа финансировалась ЮНЕСКО, Польским центром археологии в Каире и Фондом Нидерландов по содействию исследованиям тропиков (WOTRO). Христианские нубийские надписи представлены погребальными эпитафиями. Согласно им, нубийская территории в Судане простиралась от Фараса на севере до Собы на юге. Тексты нанесены на песчанике, мраморе или терракоте (36 надписей, главным образом из Макурии), мемориальные доски обычно прямоугольной формы.

## Реконструкция
Национальный музей Судана в Хартуме и Археологический музей Джебель Баркал подверглись существенной реконструкции за счёт средств в размере 230 тысяч долларов, предоставленных США для экспериментального проекта в соответствии с Программой ЮНЕСКО по сохранению культурных ценностей, подверженных опасности исчезновения и развитию музейного дела. Проект был реализован в течение двухлетнего срока, с октября 2003 года, были произведены каталогизация, маркировка, оформление выставок, создание цифровых записей всех коллекций и улучшение мер безопасности.